# Ostruhák jižní
Ostruhák jižní (latinsky Charaxes jasius (Linnaeus, 1767), anglicky Two-Tailed Pasha) je denní motýl z čeledi Nymphalidae. Žije především v severní Africe.
Je to jediný druh rodu Charaxes který se vyskytuje i v Evropě.

## Popis
Motýl má rozpětí křídel 65–75 mm u samečků a 75–90 mm u samiček. Horní strana křídel je tmavě hnědá s oranžovými okraji. Zadní křídla přinášejí dvě krátké ostruhy, charakteristické pro většinu druhů tohoto rodu. V blízkosti těchto ocasů je několik modrých značek. Spodní strana křídel je červenohnědá s četnými tmavšími pruhy lemovanými bílou nebo šedou. Oranžový okrajový pás je také na spodní straně křídel a předchází mu bílý příčný pás. Obě pohlaví mají stejný vzhled.

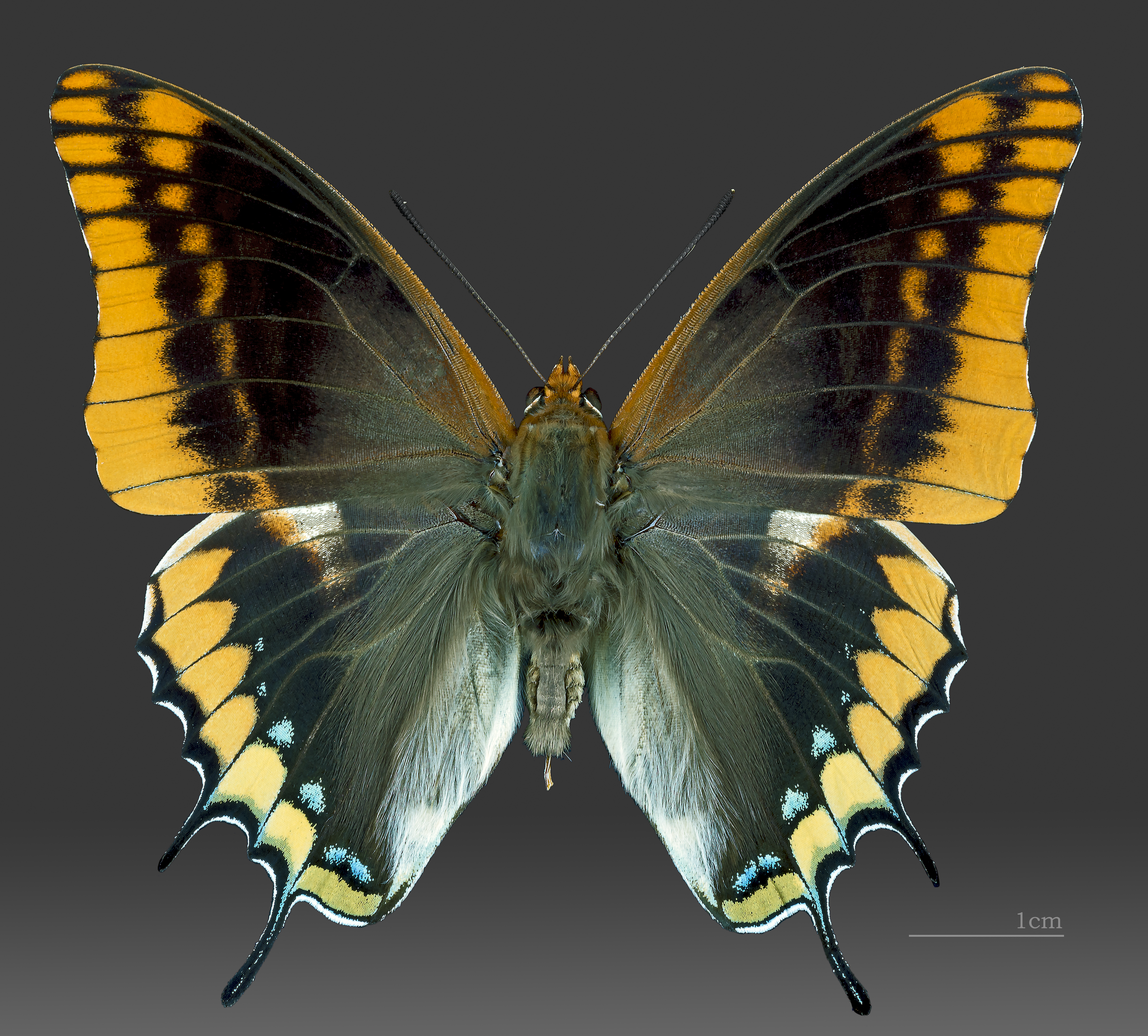
Horní strana křídel
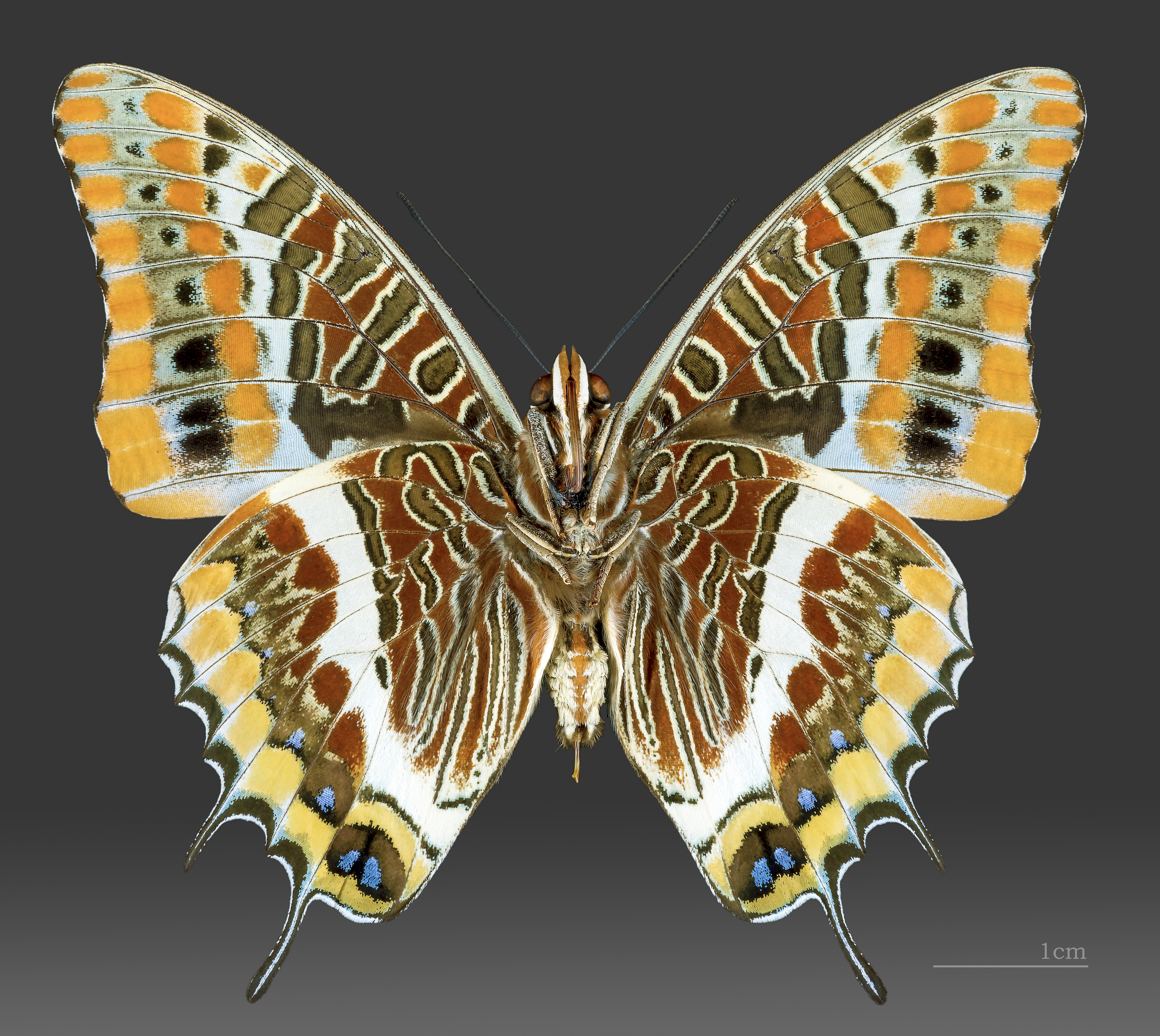
Spodní strana křídel

## Rozšíření
Tento druh se vyskytuje v pobřežním středomořském regionu a v Africe.
V Africe byl pozorován v severní Africe, Senegalu, Gambii, Guineji-Bissau, Guineji, Mali, Sieře Leone, Libérii, Pobřeží slonoviny, Burkině Faso, Ghaně, Togu, Beninu, Nigérii, Nigeru, Kamerunu, Gabonu, Středoafrické republice, Konžské republice a Konžské demokratické republice, Súdánu, Ugandě, Etiopii, Somálsku, Keni, Tanzanii, Malawi, Angole, Zambii, Mosambiku, Zimbabwe, Botswaně, Namibii, Jihoafrické republice a Svazijsku.
V Evropě se vyskytuje podél pobřeží od západního Portugalska po pobřežní ostrovy Řecka (s výjimkou severního pobřeží Jaderského moře od středního poloostrova Itálie po Istrii) a pobřeží jižní Anatolie včetně Samosu, Ikarie a Rhodosu. Její sortiment zahrnuje Baleárské ostrovy, Korsiku, Sardinii, Korfu a Krétu. Ve vnitrozemí se motýl nachází místně ve Španělsku od Huelvy a Málagy po Madrid a Salamancu. Ve Francii se motýl nachází izolovaně ve vnitrozemí od Provence po Lozère, Ardèche a Aveyron.

## Prostředí
Jeho typickým stanovištěm v Evropě jsou křovinaté porosty až do výšky 700–800 metrů nad mořem. Patří sem husté smíšené křovinné lesy, často na svazích, v horkých a suchých oblastech. Motýl se nachází všude tam, kde jsou hojně dostupné jeho larvální hostitelské rostliny.
V Africe se vyskytuje na savanách a trnitých křovinách.